# Sixième circonscription du Bas-Rhin
La sixième circonscription du Bas-Rhin est l'une des 9 circonscriptions législatives françaises que compte le département du Bas-Rhin situé en région Grand-Est.

## Description géographique et démographique

### De 1958 à 1986
Le département avait huit circonscriptions.
La sixième circonscription du Bas-Rhin était composée de :
- canton de Bouxwiller
- canton de Drulingen
- canton de Marmoutier
- canton de La Petite-Pierre
- canton de Sarre-Union
- canton de Saverne

Source : Journal Officiel du 14-15 Octobre 1958.

### Depuis 1988
La sixième circonscription du Bas-Rhin est à cheval sur les massifs vosgiens et les régions plus viticoles de Wasselonne. Très largement catholique, à l'exception de certaines communes des cantons de Wasselonne, Molsheim et Schirmeck, elle n'est pas linguistiquement homogène.
Elle est en effet composée de deux cantons historiquement majoritairement francophones et vosgiens, rattachés en 1871 au département du Bas-Rhin :
- Canton de Saales ; le canton le moins peuplé du Bas-Rhin.
- Canton de Schirmeck

Les quatre autres cantons sont historiquement dialectophones-germanophones, la pratique de l'alsacien y reste très courante :
- Canton d'Obernai
- Canton de Molsheim sauf Duppigheim
- Canton de Rosheim
- Canton de Wasselonne

Elle est assez largement de tradition catholique, les cantons de Rosheim et Molsheim étant très largement catholiques. Le canton de Schirmeck est composée de certaines communes protestantes, tout comme le canton de Wasselonne (la ville de Wasselonne est de tradition protestante). Cette relative homogénéité religieuse a eu d'importantes conséquences politiques, et peut notamment expliquer la domination de la démocratie-chrétienne dans l'arrondissement de Molsheim.

## Description politique
Circonscription plutôt rurale, dont la ville principale reste Molsheim, la sixième circonscription comporte aussi une partie périurbaine centrée autour de Strasbourg dans le canton de Wasselonne. Les cantons de Rosheim, ainsi que les cantons vosgiens de Schirmeck et Saales restent assez largement ruraux. Politiquement la circonscription reste très largement dominée par les partis de droite et de centre-droit.
À l'image de l'ensemble des circonscriptions alsaciennes, les débuts de la Ve République furent marqués par un affrontement entre la démocratie-chrétienne et les candidats gaullistes. À Molsheim cet affrontement fut cependant troublé par la très forte personnalité du député MRP Henri Meck, qui occupa le siège de Molsheim-Villé de 1928 à sa mort en 1966. Figure dominante, avec Pierre Pflimlin, du MRP bas-rhinois, après avoir l'un des chefs du parti catholique alsacien Union populaire républicaine pendant l'entre-deux-guerres, Henri Meck disposait d'une implantation remarquable dans l'ensemble des cantons, et particulièrement à Molsheim dont il était le maire. Il fut réélu au premier en 1958 et 1962. Par ailleurs, refusant l'opposition grandissante du MRP au général de Gaulle, Meck soutint ouvertement le général en 1965, contre les consignes nationales de son parti. Le député MRP fut suivi par ses électeurs, De Gaulle remportant 84,4 % des voix au second tour dans la circonscription. Il décéda peu après avoir été investi conjointement par le MRP et l'UDVe (Parti gaulliste) pour les élections législatives de 1967. Ainsi peut-on dire que le clivage démocratie-chrétienne/gaullisme fut troublé durant les années 1960 par la personnalité d'Henri Meck. Son suppléant Gérard Lehn ne fut élu en 1967 et 1968 qu'avec le soutien de la droite gaulliste contre des candidats démocrates-chrétiens, ceux-ci réalisant de bon scores à Rosheim et Wasselonne notamment.
Les élections de 1973 provoquèrent dans la circonscription un petit « tremblement de terre » avec l'élection d'un candidat réformateur, proche de la démocratie-chrétienne, inconnu quelques mois auparavant dans la circonscription, Jean-Marie Caro, qui l'emporta très facilement contre le député sortant au deuxième tour (56 %). Jean-Marie Caro consolida son implantation locale en étant élu en 1973 conseiller général de Villé, poste qu'il devait conserver jusqu'en 1992. Il fut facilement réélu en 1978, en battant le maire RPR de Molsheim P. Klingenfus, puis en 1981, 1986 et 1988, à chaque fois avec des scores importants. Jean-Marie Caro joua un rôle important à l'assemblée nationale, étant lui-même très impliqué dans les dossiers de politique européenne. Mais en 1993, critiqué pour ses absences fréquentes dans la circonscription qui avait déjà provoqué sa défaite aux élections cantonales de 1992, ainsi que marquée par une certaine usure, Jean-Marie Caro fut battu de quelques voix par un candidat de centre-gauche, Alain Ferry (50,4 %). Celui-ci rassembla une majorité dans les cantons vosgiens, ainsi qu'à Molsheim. Élu sous une étiquette rocardienne, Alain Ferry choisit cependant de se rapprocher du centre-droit, et fut réélu en 1997 avec le soutien de l'UDF-RPR et en 2002 sous l'étiquette UMP. Il rassembla à cette occasion plus de 60 % des voix au premier tour, étant ce faisant l'un des députés les mieux élus de France.
Globalement, la circonscription reste largement dominée par les candidats de droite et du centre-droit. La gauche ne détient aucun canton, et n'a pas pu participer au second tour en 1997, ni mettre en ballotage le député sortant en 2002. Elle réalise cependant des scores plus importants dans les cantons vosgiens, et particulièrement à Schirmeck, que dans les cantons dialectophones. Elle est notamment très faible à Rosheim, Molsheim et Wasselonne. À contrario, la droite dispose d'une implantation très forte dans l'ensemble des cantons, même si elle est plus faible dans les cantons vosgiens que dans les cantons dialectophones. Le canton de Schirmeck reste le fief du député Alain Ferry. De manière générale les cantons de Rosheim, Molsheim et Wasselonne constituent des bastions des forces de droite et de centre-droit, et notamment de la démocratie-chrétienne. La droite est aussi assez forte à Villé. Enfin l'extrême-droite réalise dans cette circonscription des scores plus faibles que sa moyenne régionale, mais qui restent assez importants. Lors des élections présidentielles la circonscription a accordé de forts scores à Jean-Marie Le Pen. Le FN est bien implanté dans les cantons vosgiens, et notamment à Saales, ainsi qu'à Molsheim. Le mouvement régionaliste d'extrême-droite Alsace d'Abord dispose aussi dans cette circonscription de bons terrains d'implantation à Rosheim (où il a dépassé 12 % aux régionales de 2004) et Wasselonne.
Lors de l’élection présidentielle de 1988, la circonscription choisissait Jacques Chirac au deuxième tour avec 53,6 % des voix. En 1995 elle plaçait Jean-Marie Le Pen en tête de l'ensemble des candidats avec 26,9 %, devant Édouard Balladur (25 %), Lionel Jospin (16,2 %) et Jacques Chirac (14,9 %). Au second tour elle se prononçait très nettement pour Jacques Chirac (60,5 %). En 2002 Jean-Marie Le Pen arrivait assez nettement en tête (24,8 %), devant Jacques Chirac (17,8 %), François Bayrou (12,4 %) et Lionel Jospin (9,2 %).
Ici comme dans l'ensemble de l'Alsace les élections présidentielle et législatives de 2007 ont accentué l'ancrage à droite de cette circonscription. Lors du premier tour le candidat UMP Nicolas Sarkozy arriva en effet nettement en tête avec 37 % des voix, faisant plus que doubler le score de Jacques Chirac en 2002; le candidat UDF François Bayrou se plaçait en seconde position avec un score proche de sa moyenne régionale 22,4 %; il devançait largement la candidate socialiste Ségolène Royal qui ne rassemblait ici que 14,3 % ; enfin Jean-Marie Le Pen chutait brutalement à 14,1 %, perdant - ici comme dans l'ensemble de la région - plus de 10 points principalement au profit de Nicolas Sarkozy, pour une partie plus restreinte au profit de François Bayrou. Le candidat UMP réalisait ses meilleures performances, proches de 40 %, à Wasselonne, Rosheim et Molsheim, tout comme le candidat UDF, qui dépassait 23 % dans chacun de ces trois cantons. À l'inverse, Ségolène Royal réalisait ses meilleures performances dans les cantons « vosgiens » de Saales et Schirmeck, y dépassant 17 %, tout comme Jean-Marie Le Pen, celui-ci ne dépassant 15 % que dans ces deux cantons. Le second tour confirma largement les orientations initiées le 22 avril, Nicolas Sarkozy atteignant 68,3 % et bénéficiant d'un très bon report des voix de l'UDF, très marquée au centre-droit, ainsi que des voix FN. Il dépassait 72 % à Wasselonne et Rosheim, s'en approchait à Villé et Molsheim, confirmant le fort ancrage à droite des cantons dialectophones. À l'inverse Ségolène Royal frôlait la barre des 40 % à Schirmeck et Saales, qui avaient cependant accordé plus de 45 % à Lionel Jospin en 1995.
À la suite de ce score très important, la réélection du député sortant Alain Ferry ne faisait guère de doutes, elle a peut-être surpris par son ampleur. Avec plus de 67 % dès le premier le député sortant a en effet obtenu le titre flatteur de député le mieux élu de France, devançant même les résultats du XVIe arrondissement de Paris ! Déjà réélu en 2002 avec plus de 60 % des voix, il a encore progressé de 7 points, frôlant 70 % des voix à Wasselonne, Rosheim et Schirmeck, et dépassant 60 % dans l'ensemble des cantons. Son adversaire Modem C. Baillet est arrivé en seconde position, très en retrait du score de François Bayrou, avec plus de 9 % des voix. Il dépassa la barre des 10 % à Wasselonne, Villé et Saales. Une partie importante des électeurs UDF semble s'être reportée sur le député UMP, dont le profil de centre-droit est par ailleurs assez compatible avec certaines position de François Bayrou. La candidate M-M Iantzen n'a obtenu que 8,4 % des suffrages - l'un des plus mauvais scores de la gauche en France - et n'a dépassé la barre des 10 % dans aucun canton.
Au regard des résultats des consultations électorales de 2007, l'ancrage à droite de l'arrondissement de Molsheim-Wasselonne est très largement confirmé. Nicolas Sarkozy lors de la présidentielle a reconquis une partie importante de l'électorat parti vers le FN, renforçant ainsi la domination de la droite dans l'ensemble des cantons de la circonscription, où il a réalisé - comme dans l'ensemble de l'Alsace - le meilleur score d'un candidat de droite depuis Valéry Giscard d'Estaing en 1974 et 1981. Si les différences entre cantons dialectophones et cantons « vosgiens » persistent, la marge s'est considérablement atténuée tant à la présidentielle qu'aux législatives. Le centre-droit démocrate-chrétien a réaffirmé sa présence dans l'arrondissement, en réalisant un très bon score et une progression considérable. Cependant, le positionnement « ni droite, ni gauche » de François Bayrou n'a, pas plus ici que dans le reste de l'Alsace, été suivi à la présidentielle, et a sans doute considérablement affaibli ses candidats aux législatives, par ailleurs peu connus. La gauche enfin est en régression tant aux deux élections, et cela dans l'ensemble des cantons. Même si elle réalise toujours de meilleures performances dans les « cantons vosgiens » celles-ci restent faibles, particulièrement aux législatives.

## Historique des députations
| Législature | Début de mandat | Fin de mandat  | Député          | Parti politique | Observations |
| ----------- | --------------- | -------------- | --------------- | --------------- | --- |
| Ire         | 9 décembre 1958 | 9 octobre 1962 | Henri Meck      | MRP             | Maire de Molsheim Mandat écourté à la suite d'une dissolution parlementaire décidée par Charles de Gaulle.                                                                                 |
| IIe         | 6 décembre 1962 | 2 avril 1967   | Henri Meck      | MRP             | Maire de Molsheim |
| IIIe        | 3 avril 1967    | 30 mai 1968    | Gérard Lehn     | app. UDVème     | Maire de Molsheim Mandat écourté à la suite d'une dissolution parlementaire décidée par Charles de Gaulle.                                                                                 |
| IVe         | 11 juillet 1968 | 1er avril 1973 | Gérard Lehn     | UDR             | Maire de Molsheim |
| Ve          | 2 avril 1973    | 2 avril 1978   | Jean-Marie Caro | MR              | Conseiller général de Villé |
| VIe         | 3 avril 1978    | 22 mai 1981    | Jean-Marie Caro | UDF-CDS         | Conseiller général de Villé Mandat écourté à la suite d'une dissolution parlementaire décidée par François Mitterrand.                                                                     |
| VIIe        | 2 juillet 1981  | 1er avril 1986 | Jean-Marie Caro | UDF-CDS         | Conseiller général de Villé |
| VIIIe       | 2 avril 1986    | 14 mai 1988    | Jean-Marie Caro | UDF-CDS         | Conseiller général de Villé Proportionnelle par département, pas de député par circonscription. Mandat écourté à la suite d'une dissolution parlementaire décidée par François Mitterrand. |
| IXe         | 23 juin 1988    | 1er avril 1993 | Jean-Marie Caro | UDF-CDS         | Conseiller général de Villé |
| Xe          | 2 avril 1993    | 21 avril 1997  | Alain Ferry     | MDR             | Conseiller général de Schirmeck Mandat écourté à la suite d'une dissolution parlementaire décidée par Jacques Chirac.                                                                      |
| XIe         | 12 juin 1997    | 18 juin 2002   | Alain Ferry     | MDR             | Conseiller général de Schirmeck |
| XIIe        | 19 juin 2002    | 19 juin 2007   | Alain Ferry     | PR              | Maire de Wisches |
| XIIIe       | 20 juin 2007    | 19 juin 2012   | Alain Ferry     | PR              | Maire de Wisches |
| XIVe        | 20 juin 2012    | 20 juin 2017   | Laurent Furst   | UMP             | Maire de Molsheim (1995-2017) |
| XVe         | 21 juin 2017    | 27 juin 2020   | Laurent Furst   | LR              | Remplace Laurent Furst redevenu maire de Molsheim, Conseiller départemental du Bas-Rhin, Ancien maire de Boersch (2001-2020)                                                               |
| XVe         | 28 juin 2020    | 22 juin 2022   | Philippe Meyer  | LR              | Remplace Laurent Furst redevenu maire de Molsheim, Conseiller départemental du Bas-Rhin, Ancien maire de Boersch (2001-2020)                                                               |
| XVIe        | 22 juin 2022    | 9 juin 2024    | Louise Morel    | MoDem (ENS)     | Mandat écourté à la suite d'une dissolution parlementaire décidée par Emmanuel Macron. |

## Historique des élections

### Élections de 1958
| Candidat       | Candidat          | Parti          | Premier tour | Premier tour | Second tour | Second tour |  |
| Candidat       | Candidat          | Parti          | Voix         | %            | Voix        | %           |  |
| -------------- | ----------------- | -------------- | ------------ | ------------ | ----------- | ----------- |  |
|                | Joseph Wolff      | MRP            | 12 520       | 34,3         | Retrait     | Retrait     |  |
|                | Alfred Westphal   | UNR            | 12 152       | 33,29        | 16 474      | 45,6        |  |
|                | Georges Kuntz élu | CNIP           | 10 166       | 27,85        | 19 653      | 54,4        |  |
|                | René Fliedel      | PCF            | 1 664        | 4,56         |             |             |  |
|                |                   |                |              |              |             |             |  |
| Inscrits       | Inscrits          | Inscrits       | 51 400       | 100,00       | 51 879      | 100,00      |  |
| Abstentions    | Abstentions       | Abstentions    | 13 753       | 26,76        | 14 461      | 27,87       |  |
| Votants        | Votants           | Votants        | 37 647       | 73,24        | 37 418      | 72,13       |  |
| Blancs et nuls | Blancs et nuls    | Blancs et nuls | 1 145        | 3,04         | 1 291       | 3,45        |  |
| Exprimés       | Exprimés          | Exprimés       | 36 502       | 96,96        | 36 127      | 96,55       |  |

Le suppléant de Georges Kuntz était le Docteur Charles Blessig, de Saverne.

### Élections de 1962
| Candidat       | Candidat              | Parti          | Premier tour | Premier tour | Second tour | Second tour |  |
| Candidat       | Candidat              | Parti          | Voix         | %            | Voix        | %           |  |
| -------------- | --------------------- | -------------- | ------------ | ------------ | ----------- | ----------- |  |
|                | Georges Kuntz sortant | MRP            | 14 355       | 40,8         | 14 720      | 40,76       |  |
|                | Alfred Westphal élu   | UNR-UDT        | 13 805       | 39,24        | 21 394      | 59,24       |  |
|                | Charles Blessig       | Modérés        | 5 464        | 15,53        | Retrait     | Retrait     |  |
|                | René Jaeckel          | PCF            | 1 556        | 4,42         |             |             |  |
|                |                       |                |              |              |             |             |  |
| Inscrits       | Inscrits              | Inscrits       | 51 461       | 100,00       | 51 558      | 100,00      |  |
| Abstentions    | Abstentions           | Abstentions    | 15 134       | 29,41        | 14 407      | 27,94       |  |
| Votants        | Votants               | Votants        | 36 327       | 70,59        | 37 151      | 72,06       |  |
| Blancs et nuls | Blancs et nuls        | Blancs et nuls | 1 147        | 3,16         | 1 037       | 2,79        |  |
| Exprimés       | Exprimés              | Exprimés       | 35 180       | 96,84        | 36 114      | 97,21       |  |

Le suppléant d'Alfred Westphal était Alphonse Wollbrett, professeur de philosophie au lycée de Saverne.

### Élections de 1967
|                | Alfred Westphal sortant réélu | UD-Ve          | 24 356 | 62,99  |  |  |  |
|                | Charles Blessig               | CD (PDM)       | 11 044 | 28,56  |  |  |  |
|                | René Jaeckel                  | PCF            | 3 268  | 8,45   |  |  |  |
|                |                               |                |        |        |  |  |  |
| Inscrits       | Inscrits                      | Inscrits       | 49 199 | 100,00 |  |  |  |
| Abstentions    | Abstentions                   | Abstentions    | 9 154  | 18,61  |  |  |  |
| Votants        | Votants                       | Votants        | 40 045 | 81,39  |  |  |  |
| Blancs et nuls | Blancs et nuls                | Blancs et nuls | 1 377  | 3,44   |  |  |  |
| Exprimés       | Exprimés                      | Exprimés       | 38 668 | 96,56  |  |  |  |

Le suppléant d'Alfred Westphal était Alphonse Wollbrett, professeur de lycée, conseiller municipal de Saverne.

### Élections de 1968
|                | Alfred Westphal sortant réélu | UDR (URP)      | 31 169 | 83,72  |  |  |  |
|                | Ernest Winstein               | FGDS (CIR)     | 4 099  | 11,01  |  |  |  |
|                | Robert Hoffmann               | PCF            | 1 961  | 5,27   |  |  |  |
|                |                               |                |        |        |  |  |  |
| Inscrits       | Inscrits                      | Inscrits       | 50 797 | 100,00 |  |  |  |
| Abstentions    | Abstentions                   | Abstentions    | 12 180 | 23,98  |  |  |  |
| Votants        | Votants                       | Votants        | 38 617 | 76,02  |  |  |  |
| Blancs et nuls | Blancs et nuls                | Blancs et nuls | 1 388  | 3,59   |  |  |  |
| Exprimés       | Exprimés                      | Exprimés       | 37 229 | 96,41  |  |  |  |

Le suppléant d'Alfred Westphal était Alphonse Wollbrett.

### Élections de 1973
| Candidat       | Candidat                | Parti          | Premier tour | Premier tour | Second tour | Second tour |  |
| Candidat       | Candidat                | Parti          | Voix         | %            | Voix        | %           |  |
| -------------- | ----------------------- | -------------- | ------------ | ------------ | ----------- | ----------- |  |
|                | Alfred Westphal sortant | UDR (URP)      | 18 155       | 45,02        | 18 202      | 45,08       |  |
|                | Adrien Zeller élu       | MR             | 16 083       | 39,88        | 22 176      | 54,92       |  |
|                | Jean-Paul Wantz         | PS (UGSD)      | 3 753        | 9,31         |             |             |  |
|                | Robert Hoffmann         | PCF            | 2 334        | 5,79         |             |             |  |
|                |                         |                |              |              |             |             |  |
| Inscrits       | Inscrits                | Inscrits       | 52 121       | 100,00       | 52 066      | 100,00      |  |
| Abstentions    | Abstentions             | Abstentions    | 10 565       | 20,27        | 10 370      | 19,92       |  |
| Votants        | Votants                 | Votants        | 41 556       | 79,73        | 41 696      | 80,08       |  |
| Blancs et nuls | Blancs et nuls          | Blancs et nuls | 1 231        | 2,96         | 1 318       | 3,16        |  |
| Exprimés       | Exprimés                | Exprimés       | 40 325       | 97,04        | 40 378      | 96,84       |  |

Le suppléant d'Adrien Zeller était Jean-Georges Sorgius, agriculteur à Wolschheim.

### Élections de 1978
|                | Adrien Zeller sortant réélu | app. UDF          | 27 320 | 57,21  |  |  |  |
|                | Marc Leyenberger            | RPR               | 9 938  | 20,81  |  |  |  |
|                | Michel Gruner               | PS                | 5 109  | 10,7   |  |  |  |
|                | Robert Hoffmann             | PCF               | 2 312  | 4,84   |  |  |  |
|                | Richard Hamm                | Divers écologiste | 2 064  | 4,32   |  |  |  |
|                | Damien Mercier              | LO                | 1 013  | 2,12   |  |  |  |
|                |                             |                   |        |        |  |  |  |
| Inscrits       | Inscrits                    | Inscrits          | 58 990 | 100,00 |  |  |  |
| Abstentions    | Abstentions                 | Abstentions       | 10 248 | 17,37  |  |  |  |
| Votants        | Votants                     | Votants           | 48 742 | 82,63  |  |  |  |
| Blancs et nuls | Blancs et nuls              | Blancs et nuls    | 986    | 2,02   |  |  |  |
| Exprimés       | Exprimés                    | Exprimés          | 47 756 | 97,98  |  |  |  |

Le suppléant d'Adrien Zeller était Jean-Georges Sorgius.

### Élections de 1981
|                | Adrien Zeller sortant réélu | Divers droite (UNM) | 29 472 | 72,79  |  |  |  |
|                | Jean-Paul Wantz             | PS                  | 7 547  | 18,64  |  |  |  |
|                | Hugues Stoeckel             | MÉP                 | 2 126  | 5,25   |  |  |  |
|                | Robert Hoffmann             | PCF                 | 894    | 2,21   |  |  |  |
|                | Bernard Kappler             | Extrême droite      | 448    | 1,10   |  |  |  |
|                |                             |                     |        |        |  |  |  |
| Inscrits       | Inscrits                    | Inscrits            | 60 457 | 100,00 |  |  |  |
| Abstentions    | Abstentions                 | Abstentions         | 18 876 | 31,22  |  |  |  |
| Votants        | Votants                     | Votants             | 41 581 | 68,78  |  |  |  |
| Blancs et nuls | Blancs et nuls              | Blancs et nuls      | 1 094  | 2,63   |  |  |  |
| Exprimés       | Exprimés                    | Exprimés            | 40 487 | 97,37  |  |  |  |

Le suppléant d'Adrien Zeller était Jean-Georges Sorgius.

### Élections de 1988
| Candidat       | Candidat                      | Parti              | Premier tour | Premier tour | Second tour | Second tour |  |
| Candidat       | Candidat                      | Parti              | Voix         | %            | Voix        | %           |  |
| -------------- | ----------------------------- | ------------------ | ------------ | ------------ | ----------- | ----------- |  |
|                | Jean-Marie Caro sortant réélu | UDF (CDS) (URC)    | 20 355       | 49,92        | 25 345      | 60,22       |  |
|                | André Courtès                 | Divers gauche (PS) | 13 958       | 34,23        | 16 739      | 39,78       |  |
|                | Christian Hochenedel          | FN                 | 5 402        | 14,86        |             |             |  |
|                | François Spielmann            | PCF                | 1 062        | 2,6          |             |             |  |
|                | André Gottscheck              | Régionaliste       | 0            | 0            |             |             |  |
|                |                               |                    |              |              |             |             |  |
| Inscrits       | Inscrits                      | Inscrits           | 64 315       | 100,00       | 64 311      | 100,00      |  |
| Abstentions    | Abstentions                   | Abstentions        | 22 345       | 34,74        | 20 925      | 32,54       |  |
| Votants        | Votants                       | Votants            | 41 970       | 65,26        | 43 386      | 67,46       |  |
| Blancs et nuls | Blancs et nuls                | Blancs et nuls     | 1 193        | 2,84         | 1 302       | 3           |  |
| Exprimés       | Exprimés                      | Exprimés           | 40 777       | 97,16        | 42 084      | 97          |  |

Le suppléant de Jean-Marie Caro était Pierre Grandadam, conseiller général de Saales, RPR et maire de Plaine.

### Élections de 1993
| Candidat       | Candidat                | Parti          | Premier tour | Premier tour | Second tour | Second tour |  |
| Candidat       | Candidat                | Parti          | Voix         | %            | Voix        | %           |  |
| -------------- | ----------------------- | -------------- | ------------ | ------------ | ----------- | ----------- |  |
|                | Jean-Marie Caro sortant | UDF (CDS)      | 17 327       | 38,65        | 20 784      | 49,57       |  |
|                | Alain Ferry élu         | MDR (ADFP)     | 11 486       | 25,62        | 21 148      | 50,43       |  |
|                | Alice Morel             | GÉ (EÉ)        | 6 661        | 14,86        |             |             |  |
|                | Robert Schweickart      | FN             | 6 367        | 14,20        |             |             |  |
|                | Annie Renault           | LT-LNÉ         | 1 615        | 3,60         |             |             |  |
|                | Jean-Paul Fabacher      | PCF            | 1 373        | 3,06         |             |             |  |
|                |                         |                |              |              |             |             |  |
| Inscrits       | Inscrits                | Inscrits       | 67 973       | 100,00       | 67 973      | 100,00      |  |
| Abstentions    | Abstentions             | Abstentions    | 20 382       | 29,99        | 22 478      | 33,07       |  |
| Votants        | Votants                 | Votants        | 47 591       | 70,01        | 45 495      | 66,93       |  |
| Blancs et nuls | Blancs et nuls          | Blancs et nuls | 2 762        | 5,8          | 3 563       | 7,83        |  |
| Exprimés       | Exprimés                | Exprimés       | 44 829       | 94,2         | 41 932      | 92,17       |  |

Le suppléant d'Alain Ferry était Antoine Klein, maire d'Altorf.

### Élections de 1997
| Candidat       | Candidat                  | Parti                | Premier tour | Premier tour | Second tour | Second tour |  |
| Candidat       | Candidat                  | Parti                | Voix         | %            | Voix        | %           |  |
| -------------- | ------------------------- | -------------------- | ------------ | ------------ | ----------- | ----------- |  |
|                | Alain Ferry sortant réélu | MDR                  | 20 933       | 45,39        | 33 296      | 76,31       |  |
|                | Marlène Heng              | FN                   | 8 993        | 19,5         | 10 336      | 23,69       |  |
|                | Robert Boehm              | PS                   | 5 398        | 11,7         |             |             |  |
|                | Alice Morel               | Divers écologiste    | 3 719        | 8,06         |             |             |  |
|                | Mireille Metz             | Les Verts            | 1 864        | 4,04         |             |             |  |
|                | Jacques Stoll             | Extrême droite (ADA) | 1 699        | 3,68         |             |             |  |
|                | Jean-Paul Fabacher        | PCF                  | 1 317        | 2,86         |             |             |  |
|                | Benoit Staentzel          | LDI (MPF)            | 1 281        | 2,78         |             |             |  |
|                | Frederico Traballoni      | GÉ                   | 919          | 1,99         |             |             |  |
|                |                           |                      |              |              |             |             |  |
| Inscrits       | Inscrits                  | Inscrits             | 69 836       | 100,00       | 69 832      | 100,00      |  |
| Abstentions    | Abstentions               | Abstentions          | 20 929       | 29,97        | 22 213      | 31,81       |  |
| Votants        | Votants                   | Votants              | 48 907       | 70,03        | 47 619      | 68,19       |  |
| Blancs et nuls | Blancs et nuls            | Blancs et nuls       | 2 784        | 5,69         | 3 987       | 8,37        |  |
| Exprimés       | Exprimés                  | Exprimés             | 46 123       | 94,31        | 43 632      | 91,63       |  |

Le suppléant d'Alain Ferry était Antoine Klein, maire d'Altorf, conseiller général du canton de Molsheim.

### Élections de 2002
|                | Alain Ferry sortant réélu | UMP              | 27 318 | 60,63  |  |  |  |
|                | Nathalie Tomasi           | FN               | 6 541  | 14,52  |  |  |  |
|                | Michèle Zumstein          | PS               | 5 836  | 12,95  |  |  |  |
|                | Mireille Metz             | Les Verts        | 1 553  | 3,45   |  |  |  |
|                | Daniel Schilling          | MNR              | 1 221  | 2,71   |  |  |  |
|                | Bernard Goepfert          | MÉI              | 693    | 1,54   |  |  |  |
|                | Jean Meyer                | LO               | 513    | 1,14   |  |  |  |
|                | Jean-Paul Fabacher        | PCF              | 455    | 1,01   |  |  |  |
|                | Gilles Dimnet             | LCR              | 384    | 0,85   |  |  |  |
|                | Irène Eckmann             | Pôle républicain | 350    | 0,78   |  |  |  |
|                | Pascale Petermann         | Divers           | 190    | 0,42   |  |  |  |
|                |                           |                  |        |        |  |  |  |
| Inscrits       | Inscrits                  | Inscrits         | 75 284 | 100,00 |  |  |  |
| Abstentions    | Abstentions               | Abstentions      | 29 115 | 38,67  |  |  |  |
| Votants        | Votants                   | Votants          | 46 169 | 61,33  |  |  |  |
| Blancs et nuls | Blancs et nuls            | Blancs et nuls   | 1 115  | 2,42   |  |  |  |
| Exprimés       | Exprimés                  | Exprimés         | 45 054 | 97,58  |  |  |  |

Le suppléant d'Alain Ferry était Laurent Furst, conseiller général du canton de Molsheim, maire de Molsheim, directeur d'hôpital.

### Élections de 2007
|                | Alain Ferry sortant réélu | UMP            | 31 097 | 67,38  |  |  |  |
|                | Cédric Baillet            | UDF–MoDem      | 4 293  | 9,3    |  |  |  |
|                | Marie-Madeleine Iantzen   | PS             | 3 883  | 8,41   |  |  |  |
|                | Nathalie Tomasi           | FN             | 2 444  | 5,3    |  |  |  |
|                | Mireille Metz             | Les Verts      | 1 708  | 3,7    |  |  |  |
|                | Valérie Acker             | LCR            | 717    | 1,55   |  |  |  |
|                | Marie-Noëlle Eastes       | MÉI            | 489    | 1,06   |  |  |  |
|                | Joël Allain               | PCF            | 410    | 0,89   |  |  |  |
|                | Bernadette Lutz           | Divers         | 407    | 0,88   |  |  |  |
|                | Jean Meyer                | LO             | 386    | 0,84   |  |  |  |
|                | Marie-Jeanne Mailley      | MNR            | 319    | 0,69   |  |  |  |
|                |                           |                |        |        |  |  |  |
| Inscrits       | Inscrits                  | Inscrits       | 80 815 | 100,00 |  |  |  |
| Abstentions    | Abstentions               | Abstentions    | 33 886 | 41,93  |  |  |  |
| Votants        | Votants                   | Votants        | 46 929 | 58,07  |  |  |  |
| Blancs et nuls | Blancs et nuls            | Blancs et nuls | 776    | 1,65   |  |  |  |
| Exprimés       | Exprimés                  | Exprimés       | 46 153 | 98,35  |  |  |  |

### Élections de 2012
|                | Laurent Furst élu         | PRV (UMP)      | 25 964 | 51,68  |  |  |  |
|                | Brigitte Tinot            | RBM (FN)       | 8 953  | 17,82  |  |  |  |
|                | Astrid Scharly            | PS             | 8 043  | 16,01  |  |  |  |
|                | Jean Vogel                | EÉLV           | 4 720  | 9,39   |  |  |  |
|                | Dorothée Unterberger      | FG (PCF)       | 969    | 1,93   |  |  |  |
|                | Anne-Sophie Freliger      | CpF (MoDem)    | 945    | 1,88   |  |  |  |
|                | Rémy Wendling             | Pirate         | 416    | 0,83   |  |  |  |
|                | Jeanne-Françoise Langlade | LO             | 232    | 0,46   |  |  |  |
|                |                           |                |        |        |  |  |  |
| Inscrits       | Inscrits                  | Inscrits       | 91 200 | 100,00 |  |  |  |
| Abstentions    | Abstentions               | Abstentions    | 40 251 | 44,13  |  |  |  |
| Votants        | Votants                   | Votants        | 50 949 | 55,87  |  |  |  |
| Blancs et nuls | Blancs et nuls            | Blancs et nuls | 707    | 1,39   |  |  |  |
| Exprimés       | Exprimés                  | Exprimés       | 50 242 | 98,61  |  |  |  |

### Élections de 2017
|                                                                         | |                           |                           |                          |                          |
|                                                                         | | Premier tour 11 juin 2017 | Premier tour 11 juin 2017 | Second tour 18 juin 2017 | Second tour 18 juin 2017 |
|                                                                         | |                           |                           |                          |                          |
|                                                                         | | Nombre                    | % des inscrits            | Nombre                   | % des inscrits           |
| Inscrits                                                                | Inscrits                                                                                            | 96 039                    | 100,00                    | 96 037                   | 100,00                   |
| Abstentions                                                             | Abstentions                                                                                         | 48 919                    | 50,94                     | 54 151                   | 56,39                    |
| Votants                                                                 | Votants                                                                                             | 47 120                    | 49,06                     | 41 886                   | 43,61                    |
|                                                                         | |                           | % des votants             |                          | % des votants            |
| Bulletins blancs                                                        | Bulletins blancs                                                                                    | 478                       | 1,01                      | 1 328                    | 3,17                     |
| Bulletins nuls                                                          | Bulletins nuls                                                                                      | 183                       | 0,39                      | 870                      | 2,08                     |
| Suffrages exprimés                                                      | Suffrages exprimés                                                                                  | 46 459                    | 98,60                     | 39 688                   | 94,75                    |
|                                                                         | |                           |                           |                          |                          |
| Candidat Étiquette politique (partis et alliances)                      | Candidat Étiquette politique (partis et alliances)                                                  | Voix                      | % des exprimés            | Voix                     | % des exprimés           |
|                                                                         | |                           |                           |                          |                          |
|                                                                         | Laurent Furst (député sortant) Les Républicains (Union des démocrates et indépendants)              | 16 824                    | 36,21                     | 24 843                   | 62,60                    |
|                                                                         | Guy Salomon Mouvement démocrate (La République en marche)                                           | 13 695                    | 29,48                     | 14 845                   | 37,40                    |
|                                                                         | Hombeline du Parc Front national                                                                    | 6 410                     | 13,80                     |                          |                          |
|                                                                         | Denis Gadot La France insoumise                                                                     | 2 669                     | 5,74                      |                          |                          |
|                                                                         | Jeanine Plaisant-Hermanns Régionaliste (Unser Land)                                                 | 2 395                     | 5,16                      |                          |                          |
|                                                                         | Alexandre Gonçalves Europe Écologie Les Verts                                                       | 1 860                     | 4,00                      |                          |                          |
|                                                                         | Martin Effenberger Parti socialiste                                                                 | 644                       | 1,39                      |                          |                          |
|                                                                         | Sara Chabaane Debout la France                                                                      | 561                       | 1,21                      |                          |                          |
|                                                                         | Régis Meyer Divers (Mouvement 100 % - Parti antispéciste citoyen pour la transparence et l'éthique) | 408                       | 0,88                      |                          |                          |
|                                                                         | Gilles Pfaffenhof Divers                                                                            | 277                       | 0,60                      |                          |                          |
|                                                                         | Evelyne Monteleone Divers (Union populaire républicaine)                                            | 233                       | 0,50                      |                          |                          |
|                                                                         | Roxane Ferrez Lutte ouvrière                                                                        | 202                       | 0,43                      |                          |                          |
|                                                                         | Odile Agrafeil Parti communiste français                                                            | 167                       | 0,36                      |                          |                          |
|                                                                         | Olivier Laustriat Divers (Rebâtir La France)                                                        | 114                       | 0,25                      |                          |                          |
| Source : Ministère de l'Intérieur - Sixième circonscription du Bas-Rhin | |                           |                           |                          |                          |

Laurent Furst démissionne le 27 juin 2020 et est remplacé par son suppléant Philippe Meyer, professeur, conseiller général du canton de Molsheim, maire de Boersch, du 28 juin 2020 au 21 juin 2022.

### Élections de 2022
Les élections législatives françaises de 2022 ont eu lieu les dimanches 12 et 19 juin 2022.
| Résultats des élections législatives des 12 et 19 juin 2022 de la 6e circonscription du Bas-Rhin |                          |                          |                          |              |              |             |             |
| Candidat                                                                                         | Candidat                 | Parti et coalition       | Nuance                   | Premier tour | Premier tour | Second tour | Second tour |
| Candidat                                                                                         | Candidat                 | Parti et coalition       | Nuance                   | Voix         | %            | Voix        | %           |
|                                                                                                  | Louise Morel             | MoDem (ENS)              | ENS                      | 11 267       | 25,35        | 23 080      | 57,90       |
|                                                                                                  | Jean-Frédéric Steinbach  | RN                       | RN                       | 10 065       | 22,65        | 16 785      | 42,10       |
|                                                                                                  | Philippe Meyer           | LR (UDC)                 | LR                       | 9 069        | 20,41        |             |             |
|                                                                                                  | Martine Marchal-Minazzi, | EELV (NUPES)             | NUP                      | 7 380        | 16,61        |             |             |
|                                                                                                  | Carinne Hamm             | UL                       | REG                      | 2 488        | 5,60         |             |             |
|                                                                                                  | Sabrina Ritter           | REC                      | REC                      | 1 300        | 2,93         |             |             |
|                                                                                                  | Véronique Grussi         | EAC                      | ECO                      | 1 272        | 2,86         |             |             |
|                                                                                                  | Bastien Macia            | DLF (UPF)                | DSV                      | 744          | 1,67         |             |             |
|                                                                                                  | Martial Debriffe         | PA                       | ECO                      | 561          | 1,26         |             |             |
|                                                                                                  | René Camus               | LO                       | DXG                      | 292          | 0,66         |             |             |
| Votes valides                                                                                    | Votes valides            | Votes valides            | Votes valides            | 44 438       | 98,46        | 39 865      | 93,63       |
| Votes blancs                                                                                     | Votes blancs             | Votes blancs             | Votes blancs             | 516          | 1,14         | 2 100       | 4,93        |
| Votes nuls                                                                                       | Votes nuls               | Votes nuls               | Votes nuls               | 181          | 0,40         | 614         | 1,44        |
| Total                                                                                            | Total                    | Total                    | Total                    | 45 135       | 100          | 42 579      | 100         |
| Abstention                                                                                       | Abstention               | Abstention               | Abstention               | 52 470       | 53,76        | 55 041      | 56,38       |
| Inscrits / participation                                                                         | Inscrits / participation | Inscrits / participation | Inscrits / participation | 97 605       | 46,24        | 97 620      | 43,62       |

### Élections de 2024
| Candidat                 | Candidat                 | Parti et coalition       | Nuances                  | Premier tour | Premier tour | Second tour | Second tour |
| Candidat                 | Candidat                 | Parti et coalition       | Nuances                  | Voix         | %            | Voix        | %           |
| ------------------------ | ------------------------ | ------------------------ | ------------------------ | ------------ | ------------ | ----------- | ----------- |
|                          | Vincent Coussedière      | RN                       | RN                       | 25 275       | 38,50        | 29 338      | 44,98       |
|                          | Louise Morel             | MoDem (ENS)              | ENS                      | 18 228       | 27,76        | 35 890      | 55,02       |
|                          | Didier Andres            | LÉ (NFP)                 | UG                       | 10 076       | 15,35        |             |             |
|                          | Jean Biehler             | LR                       | LR                       | 8 739        | 13,31        |             |             |
|                          | Carine Hamm              | UL (R&PS)                | REG                      | 1 770        | 2,70         |             |             |
|                          | Patricia Marle           | DLF                      | DSV                      | 634          | 0,97         |             |             |
|                          | Sabrina Ritter           | REC                      | REC                      | 494          | 0,75         |             |             |
|                          | René Camus               | LO                       | EXG                      | 362          | 0,55         |             |             |
|                          | Ryan Geyer               |                          | DIV                      | 79           | 0,12         |             |             |
|                          |                          |                          |                          |              |              |             |             |
| Votes valides            | Votes valides            | Votes valides            | Votes valides            | 65 657       | 98,09        | 65 228      | 96,13       |
| Votes blancs             | Votes blancs             | Votes blancs             | Votes blancs             | 923          | 1,38         | 2 056       | 3,03        |
| Votes nuls               | Votes nuls               | Votes nuls               | Votes nuls               | 355          | 0,53         | 568         | 0,84        |
| Total                    | Total                    | Total                    | Total                    | 66 935       | 100          | 67 852      | 100         |
| Abstention               | Abstention               | Abstention               | Abstention               | 31 287       | 31,85        | 30 429      | 30,96       |
| Inscrits / participation | Inscrits / participation | Inscrits / participation | Inscrits / participation | 98 222       | 68,15        | 98 281      | 69,04       |